# Cuerpo médico
Cuerpo médico fue un programa de televisión producido por TV Perú, emitido inicialmente con el nombre de Junta médica. El espacio se basa en temas de salud física y mental. También se transmite en TV Perú Noticias. En 2023 fue anexado a Más Conectados como sección de ese nuevo programa.

## Historia
La creación de un programa médico en el canal nació en 2001 con bajo el nombre de Aló doctora, con la conducción de Pilar Frisancho.
El 5 de marzo de 2018 se estrena bajo el título Junta médica, fue conducido por Paola Moreno y Leslie Soto. Se presentaron dos temporadas hasta fines de 2019. También se retransmitió por TV Perú Noticias.
Se anunció una tercera temporada del programa, sin embargo, por el impacto del COVID-19, no se realizó. En junio del 2020, se anunció el regreso de Junta médica, pero con la periodista Jennifer Cerecida, ya que Paola Moreno se encargaría de la conducción del espacio Aprendo en casa, que duró muy poco tiempo.
El programa reaparecería, en septiembre del 2020, con el nombre de Cuerpo médico, con la periodista Jennifer Cerecida y la doctora Patricia García. En octubre, la nutricionista Sara Abu-Sabbah se incorpora al personal del espacio.

## Secciones

### El momento covid
La doctora Patricia García comparte información y consejos útiles para cuidarse de la actual pandemia de COVID-19.

### Momentos de nutrición
Consejos para una alimentación saludable con la especialista Sara Abu-Sabbah.

## Elenco

### Conductores
- Paola Moreno (2018-2019)
- Leslie Soto (2018-2019)
- Jennifer Cerecida (junio de 2020 y septiembre de 2020-presente)
- Patricia García Funegra (septiembre de 2020-presente)

### Panelistas
- Sara Abu-Sabbah (2020-presente)

### Reporteros
- Aura Guío Arana (2020-presente)